# Emilie Ortlöpp
Emilie Ortlöpp, född 1791, död 1843, var först mätress och därefter morganatisk gemål till hertig Vilhelm II av Hessen-Kassel. 
Hon var dotter till guldsmeden Johann Christian Ortlöpp och Agnes Louise Sophie Weissenberg. Hon mötte Vilhelm i Berlin 1812, och följde honom 1813 till Kassel, där hon blev hans officiella mätress. Deras förhållande ledde till att Vilhelm separerade från sin maka 1815. Emilie fick titeln grevinna 1821 och en österrikisk titel 1824. Relationen var så impopulär att paret mottog dödshot. Emilie ansågs utöva destruktivt politisk inflytande och blev syndabock för Vilhelms politiska misstag. Efter upproret 1830 valde paret att inte återvända till Kassel. Efter Vilhelms makas död 1841 gifte sig paret. Paret hade åtta barn tillsammans.